# Józsa János (vízépítő mérnök)
Józsa János Balázs (Győr, 1957. március 9. –) Széchenyi-díjas vízépítő mérnök, egyetemi tanár, a Magyar Tudományos Akadémia rendes tagja. Kutatási területe a hidraulika és a hidromorfológia, ezen belül a határfelületi folyamatok tavi ökoszisztémában, hullámteres vízfolyások áramlási viszonyai és a turbulenciamérés. 2015 és 2021 között a Budapesti Műszaki és Gazdaságtudományi Egyetem rektora.

## Életpályája
Ménfőcsanaki általános iskolai tanulmányok után a győri Révai Miklós Gimnáziumban tanult, majd érettségizett. 1976-ben kezdte meg egyetemi tanulmányait a Budapesti Műszaki Egyetem (BME) vízépítő mérnöki szakán, ahol 1981-ben szerzett diplomát. Ezt követően a Vízügyi Tudományos Kutatóintézet (VITUKI) segédmunkatársaként kezdett el dolgozni Bakonyi Péternél a numerikus hidraulika osztályon. 1982-ben átment a Vízitervhez, ahol tervezőmérnök volt. Három évre rá visszatért a VITUKI-ba tudományos munkatársként. 1992-ben a privatizált Vituki Consultnál volt szintén tudományos munkatárs. 1994-ben visszatért a BME-re, a vízgazdálkodási tanszékre egyetemi adjunktusi beosztásban. 1996-ban kapta meg egyetemi adjunktusi megbízását, majd a 2003-as habilitációt követően egyetemi tanári kinevezését. 2004-ben a vízgazdálkodási tanszék, 2012-ben az MTA-BME Vízgazdálkodási Kutatócsoportja vezetője is lett. 2015-ben megválasztották az addigra átalakult Budapesti Műszaki és Gazdaságtudományi Egyetem rektorának, pozíciójában 2018-ban megerősítették, a pozíciót 2021. június 30-ig töltötte be. Tisztségéből fakadóan a Magyar Rektori Konferencia tagja is volt. Magyarországi munkája mellett 1990–91-ben a Finn Hidrológiai Intézetben volt vendégkutató.
1993-ban védte meg a műszaki tudományok kandidátusi, 2003-ban akadémiai doktori értekezését. Az MTA vízgazdálkodás-tudományi, illetve az áramlás- és hőtechnikai tudományos bizottságának lett tagja. A kilencvenes években több magyarországi tó, a Fertő-tó, a Balaton és a Velencei-tó hidrodinamikai feltárását irányítja. 2013-ban megválasztották a Magyar Tudományos Akadémia levelező, 2019-ben rendes tagjává. Emellett számos tudományos folyóirat szerkesztőbizottságába is bekerült: Hidrológiai Tájékoztató, Hidrológiai Közlöny (ezeknek elnöke is), Periodica Polytechnica - Civil Engineering, Encyclopedia of Lakes and Reservoirs, Journal of Hydraulic Research és Journal of Hydrology and Hydromechanics. Részt vesz az Országos Vízgazdálkodási Tanács munkájában, illetve az International Association for Hydro-Environment Engineering and Research, valamint a International Society for Soil Mechanics and Geotechnical Engineering magyar nemzeti bizottságaiban is.

## Díjai, elismerései
- Kvassay Jenő szakkuratóriumi díj (2000)
- Vásárhelyi Pál-díj (2004)
- Mestertanár (2007)
- Szent-Györgyi Albert-díj (2009)
- Akadémiai Díj (2012)
- Szabó András-érem (2015)
- Gábor Dénes-díj (2016)
- A Magyar Érdemrend tisztikeresztje (2018)
- Széchenyi-díj (2024)

## Főbb publikációi
- A Coupled Finite Difference - Fluid Element Tracking Method for Modelling Horizontal Mass Transport in Shallow Lakes (Bakonyi Péterrel, 1988)
- Calibration of Modelled Shallow Lake Flow using Wind Field Modification (társszerző, 1990)
- Lagrangian Modelling of the Convective Diffusion Problem Using Unstructured Grids and Multigrid Technique (társszerző, 1991)
- A neurális hálózatok világa (társszerző, 1998)
- Adaptive quad-tree model of shallow-flow hydrodynamics (társszerző, 2001)
- So11lution-adaptivity in modelling complex shallow flows (társszerző, 2007)
- New findings about the complementary relationship-based evaporation estimation methods (társszerző, 2008)
- Water balance analysis for the Tonle Sap lake - floodplain system (társszerző, 2014)
- On the internal boundary layer related wind stress curl and its role in generating shallow lake circulations (2014)
- Water Security in Europe, in the Danube Basin and in Hungary (könyvfejezet, 2018)